# Església de Sant Dalmai
Església de Sant Dalmai és un edifici religiós del municipi de Vilobí d'Onyar (Selva), situat a l'extrem nord del nucli. Tot i ser d'origen romànic, l'edifici actual és el resultat de les reformes del segle xvi al XVIII. És un edifici que forma part de l'Inventari del Patrimoni Arquitectònic de Catalunya.

## Descripció
El temple és de planta rectangular amb vessants a laterals. Destaca la façana d'època renaixentista restaurada al segle xviii, amb coronament barroc mixtilini rematat per boles de pedra, segurament acabada l'any 1732, segons consta gravat en una llosa inserida a la paret superior. El portal d'accés, d'estil renaixentista, és rectangular de pedra i porta la data de 1590. Al capdamunt de la cornisa de la llinda hi ha una gran petxina amb la imatge del patró amb els atributs de bisbe en acció de beneir.
A l'interior la nau és coberta amb volta de canó de tres trams amb llunetes a la part del presbiteri. Als peus trobem el cor amb balustrada de pedra i a la capçalera l'absis carrat. Als laterals tres arcs de mig punt a banda i banda donen accés a les capelles. Es conserva una capella dedicada a sant Llop que probablement correspon a la part més antiga de l'edifici primitiu. El parament és enguixat i pintat de blanc però deixa vista la pedra dels arcs i dels pilars, alguns dels quals porten inscrita la data de 16?? i el nom de "P. ALZEDAR". L'actual retaule principal conté una imatge central del patró sant Dalmau de Pavia, i de sant Joan Baptista i sant Antoni Abat al seu costat. Sant Dalmau hi té uns goigs dedicats. També té uns goigs dedicats la Mare de Déu del Carme, que en la seva festivitat de l'any 1954 van ser beneïdes les noves campanes de l'església.
El campanar adossat al mur de migdia és una torre de planta quadrada amb escala exterior adossada, amb dos nivells de finestres geminades d'arc de mig punt i coberta piramidal. Els angles i les obertures són de pedra, mentre que el parament és de maçoneria i és ben visible la utilització de la pedra negra del volcà de la Crosa.
Fins fa molt pocs anys es mantenia adossat a la part de la façana l'antic cementiri. Actualment s'ha traslladat i el lloc que ocupava s'ha arreglat com a jardí. Resten com a testimoni algunes làpides de pedra a l'entrada de l'església. Al costat dret del temple hi ha un cos adossat longitudinal de planta rectangular i teulada a dues vessants que correspon al casal parroquial i porta la data de 1960. Totes les obertures són rectangulars. Aquesta edificació molt senzilla és feta de rajols i està parcialment arrebossada.

## Història
L'any 1019 apareix l'església de Sant Dalmai esmentada com a "Sancti Dalmatii de Tornavels", en una dotació feta per a la canònica gironina. El 1185 una butlla del papa Luci III confirmava tots els drets que el monestir de Sant Salvador de Breda tenia sobre l'església parroquial de Sant Dalmai. L'any 1246 una altra butlla, del papa Innocenci IV, torna a citar l'església de Sant Dalmai com una possessió del monestir de Breda. L'any 1362 és consignada en el "Llibre Verd" de l'arxiu capitular de Girona.
Sant Dalmai pertanyia al municipi de Brunyola fins al 1910, moment en què va passar a Vilobí d'Onyar. L'actual església data del 1590, i al segle xviii fou restaurada. Es va fer al mateix moment que la rectoria situada a pocs metres. Sembla que mossèn Pere Alzedar en va ser el principal promotor i en va deixar constància gravant el seu nom en algunes de les pedres.